# Club Deportivo de Puerto Sajonia
El Club Deportivo de Puerto Sajonia, popularmente conocido como Deportivo Sajonia, es un club multideportivo de Asunción, Paraguay, ubicado en el barrio Sajonia y fundado el 26 de junio de 1921. La denominación del barrio Sajonia deriva del famoso "Vapor pombero"o "Sajonia", de la época de la revolución de 1904. Esta institución fue fundada por el señor Willian Paats, de recordada actuación en nuestro país en las primeras décadas del siglo. Algunos datos de interés sobre la institución son: El color anaranjado de la bandera del "Deportivo Sajonia" el mismo del estandarte de la familia real de Holanda, país de donde era originario el señor Paats.

## Historia
En 1923, el "Deportivo Sajonia" se fusionó con el club "Piravevé", cuyas instalaciones estaban ubicadas en el lugar conocido como "Playa Carrasco" y de común acuerdo se puso el nombre del primero a la entidad surgida de la fusión. En homenaje a ese primigenio club, uno de los principales salones del "Sajonia" lleva el nombre de "Piravevé", a más de los 25 botes que posee: "Piravevé I', "Piravevé II", etc.
En los primeros años de su funcionamiento, la administración del "Sajonia" tenía como oficina un viejo coche de tranvía, donado por un socio, que también servía de boletería para los bailes, animados con los sones de un piano procedente de Alemania y donado a la entidad.
En 1927, el Sr. Paats, hizo traer de Inglaterra los dos primeros botes para singles que existieron en el Paraguay. Debido a la inexistencia de contendores para las competencias de regatas, uno de los botes fue donado al club "Mbiguá", pero el mismo se perdió durante una de las tantas inundaciones que afectaron a esta institución deportiva y social. El otro está expuesto en uno de los salones del "Sajonia".
Según nos comentó el señor Juan Carlos Hoyte Paats, el club "Deportivo de Puerto Sajonia" fue fundado en la casa del señor William Paats, situada en Carlos Antonio López y 24. Tanta era la inquietud deportiva del señor Paats, que no tuvo reparos en donar a la flamante entidad un terreno de cuatro hectáreas, que es la que ocupa en la actualidad. Otro rasgo de su personalidad es la importancia que daba a la mujer: el lema bajo el cual fue fundado el club que fue "AMAD", que significaba "Atraer a la Mujer Al Deporte", y el mismo estaba escrito en las primeras banderas de la institución. La primera Comisión Directiva estuvo presidida por una dama: la señora Elsa de Nacimiento. Recién en el segundo periodo, asumió el señor Paats.